# Methylhomatropine
Homatropine methylbromide hoặc methylhomatropine bromide là muối amoni bậc bốn của methylhomatropine. Nó là một thuốc kháng cholinergic ngoại vi hoạt động ức chế các thụ thể muscarinic acetylcholine và hệ thần kinh giao cảm. Nó không vượt qua hàng rào máu-não. Nó được sử dụng để giảm bớt sự co thắt đường ruột và chuột rút bụng, không gây ra tác dụng phụ của thuốc chống cholinergic ít chuyên biệt hơn.
Một số chế phẩm của thuốc như hydrocodone được trộn lẫn với một lượng nhỏ methadone methylpromethetine để điều trị quá liều.

## Chống chỉ định
- Không chữa trị cho Glaucoma
- Đau thần kinh
- Suy tim nặng
- Độc tính tuyến giáp